# Norfolk, Virginia
Norfolk är en stad och ett countyfritt område (independent city) i delstaten Virginia, USA med 246 000 invånare (2016). I storstadsområdet ingår även städerna Newport News och Hampton, och tillsammans bor där 1,4 miljoner människor. Norfolk ligger vid Chesapeake Bays mynning i Atlanten och har en viktig handelshamn och omfattande industri. I staden finns Naval Station Norfolk, världens största örlogsbas samt högkvarteren för både NATO:s atlantkommando (Allied Command Transformation, tidigare SACLANT) och USA:s atlantflotta.